# Etólia-Acarnânia
Etólia-Acarnânia (em grego: Αιτωλοακαρνανία, transl. Aitoloakarnanía ou Αιτωλία και Ακαρνανία, transl. Aitolía kai Akarnanía) é uma unidade regional da Grécia, localizada na região da Grécia Ocidental. É formada pelas regiões históricas da Etólia e da Acarnânia. Sua capital é a cidade de Mesolóngi.